# 柳玄达
柳玄达（459年—501年），河东郡南解县（今山西省永济市）人，南齐、北魏官员。

## 生平
柳玄达读过很多经史书籍，在齐明帝萧鸾时期历任诸王参军。柳玄达与裴叔业互相通婚，裴叔业镇守寿春时，委任柳玄达掌管日常事务。等到裴叔业被猜疑后，准备向北魏献地投降，柳玄达帮助促成了这项计划，裴叔业前后送给北魏的密信都是柳玄达所写。裴叔业的军队还未渡过淮河，裴叔业因病去世，他的同僚同谋大多推举司马李元护监理州事，谋划一两天仍然定不下来，只有席法友、柳玄达、杨令宝等几人考虑李元护不是自己的同乡，恐有异心，就一致推举裴叔业的侄子裴植监理州事。景明初年，柳玄达被北魏授任辅国将军、司徒谘议参军，封南顿县开国子，食邑二百户。景明二年（501年）秋，柳玄达去世，虚岁四十三，后改封夏阳县子，食邑户数不变。柳玄达曾著《大夫论》，详细记述裴叔业逃离南齐归顺北魏劳苦危难的全过程，又著有《丧服论》，简洁易查。

## 家族

### 父亲
- 柳邕明，刘宋通直散骑常侍、南阳郡太守[5]

### 兄弟
- 柳玄瑜，北魏镇南大将军开府从事中郎、汝阴郡太守

### 儿子
- 柳𫄨，东魏东太原郡太守、夏阳县子
- 柳远，东魏仪同开府参军事